# Džók
Džók nebo Gersoppa (Jog Falls, Gersoppa Falls, ಜೋಗ ಜಲಪಾತ) jsou vodopády na řece Šaravatí v indickém státě Karnátaka. Řeka zde 29 km před ústím do moře prudce padá ze stěn pohoří Západní Ghát. Vodopády jsou 253 metrů vysoké, což z nich činí druhé nejvyšší nepřerušované vodopády v Indii. Džók se skládá ze čtyř vodopádů: Raja, Rani, Roarer a Rocket. K vyhlídce na vodopády se dá dostat po schodišti se 1400 stupni. Pod vodopády se nachází přehrada Linganmakki z roku 1964 s vodní elektrárnou Mahátmá Gándhího, která má kapacitu 120 MW.